# Нијагара (река)
Нијагара (енгл. Niagara) је река у Северној Америци, дуга 65 km, одваја Канаду и САД, а спаја језера Ири и Онтарио. Пресечена је Нијагариним водопадима (висина око 50 метара) значајним туристичким местом са великим хидроелектричним постројењима.

## Геологија
Регион Нијагаре је смештен на делу велике плане која се протеже од истока према западу почевши од северних Високих Лаурентијана (канадска страна) приближно 161 km северно од Торонта, Онтарио, према јужном Алегеи платоу. Земљишна плоча Нијагаре покрива 100 km², и са истока и запада реке Нијагара. Ова плана је мали део депресије земљишта Великих језера где се налазе језера Горње језеро, Мичиген, Хјурон, Ири и Онтарио. Подручје депресије Великих језера окружују високе планине. Клима у подручју Нијагаре је слична оној у протеклих 5.000 година. У данашње време Велика језера сачињавају 20 процената светских залиха свеже питке воде, са тим да је 99 процената те воде глацијалног порекла, тако да је полуострво Нијагара у ствари природни насип. 	
Плато Нијагаре почиње од Вотертауна, Њујорк, САД а завршава се на острву Манутолин, у канадској провинцији Онтарио. Укупно је у дугачак 1.609 km и представља дно древног мора. Кроз своју дужину од Хамилтона, Онтарио до Ватертауна, Њујорк плато се издиже од 183 до 189 метара надморске висине. Плато Нијагаре је основни разлог настанка Нијагариних водопада. Без платоа, не би било ни Нијагариних водопада и већ милионима година плато Нијагаре наставља да еродира у северном правцу. Подручје које сада представља Јужни Онтарио је изронило из мора у палеозоику пре више од 245 милиона година. Ордовиканска и Сурлианска стена су најстарије нађене у подручју старости од 430-415 милиона година.

## Историја
Први људи су стигли у регион Нијагара пре скоро 12.000 година, у право време да сведоче о настанку Нијагариних водопада. Земља је била другачија тада, састојала се од тундре и зимзелене шуме. Током овог периода (Палео-Индијан период, трајао до пре 9.000 год.) Нијагара је била насељена народом Кловис. Пре 9.5000 година велике шуме су покривале најсевернији део Онтарија. Шуме су биле извор хране за ловце-сакупљаче Архаичног периода (9.000 до 3.000 год. п. н. е.) са јеленом, лососом, рибом и јестивим биљем. Мале групе су ловиле зими, хранећи се љешњацима и животињама ухваћеним у шумама. Веће групе су се окупљале лети, правећи кампове током сезоне лова на рибу на обалама река и око језера. Период Шума је трајао од 3.000 до 300 год. п. н. е, завршавајући се врхунцем културе Ирокеза на северном Онтарију. Када су европски истраживачи стигли почетком 17. века, ирокеска села су била под директним утицајем разних поглавица изабраних из највећих кланова. За узврат, ова села су била заштићена моћном конфедерацијом племена. Нажалост, унутрашњи сукоби Народа Пет-Племена језера Ири су додатно погоршани упадом Европљана, представљених трима конфедерацијама: Хјурон, Петун и Неутралнима. Нијагара се одржавала као територија где се живело у међусобној и хармонији са природом све до рата рата због крзна 1651. између Хјурона и Ирокеза, који су подстакли Французи, када су Ирокези у потпуности уништили Неутралце. 
До америчке револуције Ирокези су успели да држе белце скоро у потпуности ван подручја Нијагара. Године 1812. амерички председник Џејмс Медисон је објавио рат Канади. Материјални докази тог рата и данас покривају обале реке. Недавно су нађени скелети америчких војника близу старе тврђаве Ири. 	
Године 1820. постављене су прве степенице до обале реке код Тејбл Рок-а и превоз бродићима низводно од водопада је могао почети. До 1827. макадам је саграђен од пристаништа до врха пута на канадској страни. Нијагара има можда најкомплекснију историју превоза у целој северној Америци. 
Између 1849. и 1962. године направљено је 13 мостова преко реке Нијагара. Четири од њих још увек постоје. Коњска путничка запрега је радила између 1700. и 1896. године. Прва жељезница вучена коњима је отворена 1841. и ишла је између Чипаве и Квинстона. Коњи су 1854. године замењени парном локомотивом да превозе путнике онога што је постајало град Нијагара. Између касних 1700. и средине 1800-их, чамци су били главни начин да се стигне до Нијагариних водопада. Права железница је пуштена у промет 1902. године преко првог у свету висећег моста који је могао да издржи тежину воза. Кориштење чамаца је константно опадало како су туристи све више почели да користе аутомобиле, аутобусе или воз за посету. Туристичка путовања су почела 1820-тих и за педесет година су се удесетостручила и постала доминантна привредна грана ове области.